# 哈拉哈高勒苏木
哈拉哈高勒县，哈拉哈河县或喀尔喀高勒县，是蒙古国东部东方省的一个县。2009年人口3203人，面积28093平方公里，是蒙古国面积最大的县。县治为查干布拉格，与中华人民共和国内蒙古自治区呼伦贝尔市新巴尔虎左旗接壤。哈拉哈河流经该地，故而因此得名。当地石油储量丰富，有与中国大庆油田有限责任公司合作的大庆塔木察格油田。1939年此地发生了诺门罕战役。